# Vasaloppet 1967
Vasaloppet 1967 gick av stapeln 5 mars. Assar Rönnlund bröt Janne Stefanssons svit på 5 raka segrar. Mot slutet var tre åkare loss Janne Stefansson, Assar Rönnlund och Roland Hedström. Assar gjorde sitt ryck någon kilometer före mål.

## Resultat
Not: Pl = Placering, Nr = Startnummer, Tid = Sluttid
| Pl. | Nr | Namn             | Klubb/Land     | Tid     | Diff    |
| --- | -- | ---------------- | -------------- | ------- | ------- |
| 1   |    | Assar Rönnlund   | IFK Umeå       | 5:20:22 | + 00.00 |
| 2   |    | Janne Stefansson | Sälens IF      | 5:20:59 | + 00.37 |
| 3   |    | Roland Hedström  | Storviks IF    | 5:21:21 | + 00.59 |
| 4   |    | Sverre Stensheim | Norge          | 5:25:29 | + 05.07 |
| 5   |    | Sakari Virtanen  | Garphyttans IF | 5:25:43 | + 05.21 |